# Malika Akkawi
Malika Akkawi, Malika Akkaoui (ur. 25 grudnia 1987 w Zajidzie) – marokańska lekkoatletka specjalizująca się w biegach średnich.
W 2010 sięgnęła po brąz w biegu na 800 metrów podczas mistrzostw Afryki w Nairobi. Rok później bez powodzenia startowała na mistrzostwach świata w Daegu oraz zdobyła trzy złote medale igrzysk panarabskich w Dosze. Brązowa medalistka mistrzostw Afryki w Porto-Novo (2012). W tym samym roku startowała na igrzyskach olimpijskich w Londynie. W 2013 została mistrzynią igrzysk śródziemnomorskich oraz zdobyła srebro igrzysk frankofońskich. Dotarła do półfinału 800 metrów podczas mistrzostw świata w Moskwie (2013). Srebrna medalistka mistrzostw Afryki w biegu na 800 metrów (2016). W 2017 dwukrotna medalistka igrzysk frankofońskich w Abidżanie oraz uczestniczka finału biegu na 1500 metrów podczas mistrzostw świata w Londynie, w którym zajęła 10. miejsce. Rok później zdobyła brązowy medal w biegu na 1500 metrów podczas mistrzostw Afryki. Medalistka mistrzostw Maroka.

## Osiągnięcia
| Rok  | Impreza                          | Miejsce        | Konkurencja             | Pozycja     | Wynik   |
| ---- | -------------------------------- | -------------- | ----------------------- | ----------- | ------- |
| 2006 | Mistrzostwa świata juniorów      | Pekin          | bieg na 800 metrów      | eliminacje  | 2:10,20 |
| 2010 | Mistrzostwa Afryki               | Nairobi        | bieg na 800 metrów      | 3. miejsce  | 2:01,01 |
| 2011 | Mistrzostwa świata               | Daegu          | bieg na 1500 metrów     | eliminacje  | 4:14,79 |
| 2011 | Mistrzostwa panarabskie          | Al-Ajn         | bieg na 800 metrów      | 2. miejsce  | 2:05,15 |
| 2011 | Mistrzostwa panarabskie          | Al-Ajn         | sztafeta 4 × 400 metrów | 1. miejsce  | 3:40,58 |
| 2011 | Igrzyska panarabskie             | Doha           | bieg na 400 metrów      | 1. miejsce  | 53,94   |
| 2011 | Igrzyska panarabskie             | Doha           | bieg na 800 metrów      | 1. miejsce  | 2:02,42 |
| 2011 | Igrzyska panarabskie             | Doha           | sztafeta 4 × 400 metrów | 1. miejsce  | 3:38,64 |
| 2012 | Halowe mistrzostwa świata        | Stambuł        | bieg na 800 metrów      | eliminacje  | 2:04,20 |
| 2012 | Mistrzostwa Afryki               | Porto-Novo     | bieg na 800 metrów      | 3. miejsce  | 1:59,90 |
| 2012 | Igrzyska olimpijskie             | Londyn         | bieg na 800 metrów      | półfinał    | 2:00,32 |
| 2013 | Igrzyska śródziemnomorskie       | Mersin         | bieg na 800 metrów      | 1. miejsce  | 2:00,72 |
| 2013 | Mistrzostwa świata               | Moskwa         | bieg na 800 metrów      | półfinał    | 2:02,29 |
| 2013 | Igrzyska frankofońskie           | Nicea          | bieg na 800 metrów      | 2. miejsce  | 2:02,61 |
| 2013 | Igrzyska frankofońskie           | Nicea          | sztafeta 4 × 400 metrów | 4. miejsce  | 3:37,48 |
| 2013 | Igrzyska solidarności islamskiej | Palembang      | bieg na 400 metrów      | 1. miejsce  | 53,19   |
| 2013 | Igrzyska solidarności islamskiej | Palembang      | bieg na 800 metrów      | 1. miejsce  | 2:06,97 |
| 2013 | Igrzyska solidarności islamskiej | Palembang      | sztafeta 4 × 400 metrów | 1. miejsce  | 3:38,56 |
| 2014 | Halowe mistrzostwa świata        | Sopot          | bieg na 800 metrów      | eliminacje  | 2:06,04 |
| 2014 | Mistrzostwa Afryki               | Marrakesz      | bieg na 800 metrów      | 6. miejsce  | 2:02,63 |
| 2015 | Mistrzostwa panarabskie          | Manama         | bieg na 800 metrów      | 1. miejsce  | 2:05,77 |
| 2015 | Mistrzostwa świata               | Pekin          | bieg na 800 metrów      | półfinał    | 1:59,03 |
| 2015 | Mistrzostwa świata               | Pekin          | bieg na 1500 metrów     | 12. miejsce | 4:16,98 |
| 2016 | Halowe mistrzostwa świata        | Portland       | bieg na 800 metrów      | eliminacje  | 2:04,00 |
| 2016 | Mistrzostwa Afryki               | Durban         | bieg na 800 metrów      | 2. miejsce  | 2:00,24 |
| 2016 | Igrzyska olimpijskie             | Rio de Janeiro | bieg na 800 metrów      | eliminacje  | 2:00,52 |
| 2016 | Igrzyska olimpijskie             | Rio de Janeiro | bieg na 1500 metrów     | półfinał    | 4:08,55 |
| 2017 | Igrzyska solidarności islamskiej | Baku           | bieg na 800 metrów      | 1. miejsce  | 2:01,04 |
| 2017 | Igrzyska solidarności islamskiej | Baku           | sztafeta 4 × 100 metrów | –           | DQ      |
| 2017 | Igrzyska frankofońskie           | Abidżan        | bieg na 800 metrów      | 1. miejsce  | 2:00,71 |
| 2017 | Igrzyska frankofońskie           | Abidżan        | bieg na 1500 metrów     | 2. miejsce  | 4:17,36 |
| 2017 | Mistrzostwa świata               | Londyn         | bieg na 1500 metrów     | 10. miejsce | 4:05,87 |
| 2018 | Halowe mistrzostwa świata        | Birmingham     | bieg na 1500 metrów     | eliminacje  | 4:15,09 |
| 2018 | Igrzyska śródziemnomorskie       | Tarragona      | bieg na 800 metrów      | 2. miejsce  | 2:01,50 |
| 2018 | Igrzyska śródziemnomorskie       | Tarragona      | bieg na 1500 metrów     | 2. miejsce  | 4:13,31 |
| 2018 | Igrzyska śródziemnomorskie       | Tarragona      | sztafeta 4 × 400 metrów | 4. miejsce  | 3:33,91 |
| 2018 | Mistrzostwa Afryki               | Asaba          | bieg na 800 metrów      | 6. miejsce  | 2:00,01 |
| 2018 | Mistrzostwa Afryki               | Asaba          | bieg na 1500 metrów     | 3. miejsce  | 4:14,17 |
| 2019 | Mistrzostwa panarabskie          | Kair           | bieg na 1500 metrów     | 1. miejsce  | 4:29,10 |
| 2019 | Igrzyska afrykańskie             | Rabat          | bieg na 800 metrów      | 4. miejsce  | 2:03,78 |
| 2019 | Igrzyska afrykańskie             | Rabat          | bieg na 1500 metrów     | 4. miejsce  | 4:20,64 |
| 2019 | Mistrzostwa świata               | Doha           | bieg na 800 metrów      | eliminacje  | 2:03,40 |
| 2019 | Mistrzostwa świata               | Doha           | bieg na 1500 metrów     | półfinał    | 4:16,83 |

## Rekordy życiowe
- bieg na 800 metrów (stadion) – 1:57,64 (2013)
- bieg na 800 metrów (hala) – 1:59,01 (2012) rekord Maroka
- bieg na 1000 metrów – 2:39,86 (2013)
- bieg na 1500 metrów – 4:03,36 (2017)

30 czerwca 2018 marokańska sztafeta 4 × 400 metrów w składzie Assia Raziki, Akkawi, Khadija Ouardi i Rababe Arafi ustanowiła aktualny rekord kraju w tej konkurencji (3:33,91).